# Karl Willy Wagner
Karl Willy Wagner (Friedrichsdorf, 22 febbraio 1883 – Friedrichsdorf, 4 settembre 1953) è stato un ingegnere tedesco.
Particolarmente noto per i suoi studi pionieristici sui filtri elettronici, si laureò all'Università di Göttingen nel 1910 e dal 1912 fu docente presso il Politecnico di Berlino. Diventò anche direttore dei laboratori di ricerca di ingegneria elettrica del politecnico. Durante la prima guerra mondiale contribuì al miglioramento delle apparecchiature radiofoniche di aerei e sottomarini e sviluppò un metodo di criptazione per i messaggi delle forze armate tedesche. Nel 1917-1918 lavorò per la Telefunken. Nel 1925 fu nominato professore emerito dell'università tecnica di Berlino. 
Nel 1936, durante il regime nazista, fu allontanato dalla società elettrica per cui lavorava perché si rifiutò di licenziare gli impiegati ebrei.
Lo scienziato ed ingegnere statunitense Hendrik Bode ha detto di lui:
« È stato uno dei due tedeschi le cui importanti scoperte si diffusero lentamente fuori dalla Germania a causa dell'accidentale intervallo della seconda guerra mondiale ».
L'altro tedesco a cui si riferiva è Wilhelm Cauer, di cui Wagner fu supervisore della tesi di laurea nel 1926. Wagner e Cauer rimasero in buoni rapporti fino al 1942, quando ebbero un diverbio dopo che Cauer non appoggiò le sue proposte di ricerca per l'Associazione tedesca degli ingegneri elettrici ed elettronici (VDE), per la quale entrambi lavoravano.